# Sounds of the Season: The KT Tunstall Holiday Collection
Sounds of the Season: The KT Tunstall Holiday Collection (conosciuto anche come Have Yourself a very KT Christmas) è un extended play della cantante scozzese KT Tunstall, originariamente pubblicato l'14 ottobre 2007. Nel 2011 a due anni di distanza le vendite in Europa sono salite ancora.

## Pubblicazione
Dopo la pubblicazione dell'album Drastic Fantastic,  nel settembre 2007, la Tunstall ha registrato questo EP come tributo ai suoi fan.
È stato pubblicato in collaborazione tra la rete NBC e la catena di negozi Target. Originariamente disponibile solo su CD presso la catena di negozi, il 10 dicembre 2007, è stato pubblicato in Europa attraverso la Relentless Records come download con il nome di Have Yourself a very KT Christmas.

## Tracce
1. "2000 Miles"
2. "Christmas (Baby Please Come Home)" (con Ed Harcourt)
3. "Mele Kalikimaka (Natale alle Hawaii)"
4. "Sleigh Ride"
5. "Fairytale of New York" (con James Dean Bradfield)
6. "Lonely This Christmas"

## Posizioni
| Classifica (2010)        | Posizione raggiunta |
| ------------------------ | ------------------- |
| U.S. Billboard 200 Album | 92                  |